# Радијациони ризик
Радијациони ризик је опасност озрачивања јонизујућим зрачењима, изражена као производ вероватноће настанка нуклеарног удеса и ефективне дозе зрачења, коју би при том удесу примило најизложеније лице изван локације нуклеарног објекта. 
Процењује се да човек, у просеку годишње, прими ефективну дозу јонизујућег зрачења од 2,5 mSv од природног зрачења, али су опажена и многоструко већа озрачења неких појединаца у општој популацији. Процењује се да је радијациони ризик од природног зрачења (радиоактивности) такав да у просеку узрокује 12 до 13 случајева тумора на 1.000 становника, што је око 4 посто од свих малигних обољења.

## Значај
Иако постоје бројни радијациони ризици повезани са излагањем дејству јонизујућег зрачења, постоје и бројне користи од примене нуклеарне енергије у медицини, индустрији, науци. Зато се СЗО залаже за израду бројних програма и свестраних процена радијационог ризика, који треба да имају за циљ да истовремено; осигурају корист од примена савремених радијационих технологија и при томе предложеним мерама заштите и превазиђу све познате радијационе ризике.
| „ | Употреба радијације у медицини умногоме је побољшала, унапредила и олакшала дијагностику и лечење бројних болести људи. Годишње се широм света изведе; више од 3.600 милиона рендген прегледе, 37 милиона процедура у нуклеарној медицине, више од 7,5 милиона радиотерапија тумора итд. Због великих предности за пацијенте примена зачења у медицини стално се повећава. Док развој савремене здравствене технологије омогућава нове безбедније апликације, њихова неодговарајуће примена може довести до озрачења непотребним и ненамерним (акциденталним) дозама зрачења, што за последицу може имати потенцијалну опасност по здравље пацијената и медицинског и немедицинског особља). | ” |

## Основне поставке
Радиоактивност је спонтани процес у којем се атомско језгро, емитујући једну или више честица или кваната електромагнетног зрачења, преображава у друго језгро. Првобитно није била позната природа зрачења него се збирно говорило о радијацији па је ова појава „распада“ језгра названа радиоактивност, а језгра која емитују честице или зрачење радиоактивна језгра или, исправније радиоактивни изотопи.
Људи су изложени радијацији од постанка врсте. Прво природном зрачењу на које се са развојем људске цивилизације и нуклеарне технологије надовезало и вештачко, људском руком створено јонизујуће зрачење. Хиљаде погодака јонизијућих честица сваке секунде (или милијарде годишње) су импресивне вредности којима је сваки човек изложен, али његов организам располаже урођеним механизмима регенерације оштећених ћелија. Само мали проценат јонизујућег зрачења изазива иреверзибилна (непопратна) оштећења генетичког материјала у ћелијама. У већини органа и ткива тела губитак чак и значајног број ћелија не утиче на њихов поремећај и губитак функција.
Међутим, ако је број изумрлих ћелија довољно велики, оштећења ће биће видљива и могу довести до смрти организма. Таква повреда се јавља код појединаца који су били изложени радијацији преко граничног прага. Зато су научници педесетих година 20. века увели појам радијациони ризик или једноставније речено, процену вероватноће појаве и могуће последице излагања радијационој опасности.
Радијационим ризиком се означавају сви угрожавајући здравствени ефекти, настали при излагању јонизујућим зрачењима (радијацији) било које врсте, узимајући при томе у обзир и вероватноћу (потенцијални ризик) таквог излагања, или било који ризик везан за безбедност, укључујући и екосистеме у животној средини.
Радијациони ризик може настати:
- као последица директног излагања јонизујућим зрачењима (нпр. у медицини),
- присуством радиоактивних материјала у животном средини укључујући и радиоактивни отпад, или његово испуштање у животну средину,
- губитак контроле над језгром нуклеарног реактора, нуклеарном ланчаном реакцијом, радиоактивним извором или било којим другим извором јонизујућег зрачења.

## Актуелни ставови о радијационом ризику
У бројним здравствених студијама с краја прве деценије 21. века наводе се научни докази о позадини и проблемима потребе сталног мењања регулаторне праксе у области радијационог ризика и наводи се:
- Да су нови теоријски и експериментални докази показују да су здравствени ефекти елемента уранијума масовно потцењени. Уранијум је и даље тај који највише загађује свет након његовог коришћења као оружја и сировина за нуклеарну индустрију.
- Да су утврђени касни здравствени ефекти чернобиљске несреће огромни, са повећањем броја пријављених случајева оболелих од рака из удаљених земаља као што су Шведска и Велика Британија.
- Да је и значајано већи број оболелих од рака, код људи који живе у близини приобалним подручја Ирског мора, контаминираних из фабрике Sellafield за прераду отпада
- Да постоје докази да су и мале дозе радијације опасне, јер носе у себи ризик за појаву рака код деце на нуклеарним локацијама у Европи. Недавна истраживања које је спровела немачка влада од 1980. до 2005. показује да је три пута већи ризик од појаве леукемије код деце узраста од 0 до 4 године која живи у зони од 5 километара на свим нуклеарним локација у Немачкој.